# Andamanski i Nikobarski otoci
Andamanski i Nikobarski otoci (bengalski: আন্দামান ও নিকোবর দ্বীপপুঞ্জ) su jedan od šest indijskih saveznih teritorija, smješten u Indijskom oceanu, u južnom dijelu Bengalskog zaljeva. Ukupna kopnena površina teritorija iznosi otprilike 8.249 km².
Sastoji se od dvije grupe otoka - Andamanskih i Nikobarskih otoka i razdvajaju Andamansko more od istočnog dijela Bengalskog zaljeva. Nalaze se 1.255 km jugoistočno od Kalkute i 1.190 km istočno od Madrasa. Skupina se pruža od 6°45' do 13°41' N zemljopisne širine, a približno prati 93° stupanj zemljopisne dužine. Nalazi se zapadno od Tajlanda i sjeverozapadno od Sumatre. Otoke dijeli 10° N paralela, s time da su Andamani sjeverno, a Nikobari južno od nje. Odvojeni su "Ten Degree Channelom". Andamansko more s "Nord-Preparis-Kanalom" razdvaja ih na istoku od Mjanmara. Glavni grad teritorije je Andamanski grad Port Blair.
Na području teritorije je, prema popisu stanovništva Indije iz 2001. godine, živjelo 356.152 stanovnika. 